# (29401) Astérix
Pour les articles homonymes, voir Astérix (homonymie).
(29401) Astérix est un astéroïde de la ceinture principale découvert le 1er octobre 1996 à Kleť par les astronomes tchèques Miloš Tichý et Zdeněk Moravec.
Sa désignation provisoire était 1996 TE.
Il a été nommé d'après le personnage éponyme de la bande dessinée Astérix.

## Orbite
Astérix a un aphélie de 3,08 UA et un périhélie de 2,56 UA.
Il fait le tour du Soleil en 1 735 jours.